# Johan de Witt
Johan de Witt  (Dordrecht, 1625. szeptember 24. – Hága, 1672. augusztus 20.) holland államférfi, aki 1653 és 1672 között a Holland Egyesült Tartományok főminisztere volt. Michiel de Ruyter tengernaggyal a holland flotta újjászervezőjeként, a holland történelem egyik legnagyobb államférfiaként tartják számon.

## Élete
Édesapja Dordrecht polgármestere volt, majd miután az egyetemen matematikai tanulmányokat folytatott, ő is inkább politikai pályára lépett. Huszonnyolc évesen egészen a „raadpensionaris” pozícióig vitte az államigazgatásban, vagyis lényegében miniszterelnök lett. Háromszor is újraválasztották, 1658-ban, 1663-ban és utoljára 1668-ban.
A gond akkor keletkezett, amikor az ekkor kereskedelemben jól prosperáló Holland Egyesült Tartományok hadikiadásait de Witt lecsökkentette, hogy inkább a kereskedelmi hajóflottát finanszírozza. 1672-ben, a francia–holland háború kitörésekor ebből súlyos problémák származtak, az országot súlyos katonai vereségek érték, területének jelentős része francia megszállás alá került. A monarchiapártiak  Orániai Vilmos kormányzó utasítására Johan de Wittet a fivérével, Cornelisszel együtt meggyilkolták, így Vilmos szerezte meg a korlátlan főhatalmat az Egyesült Tartományokban. Cornelist hazaárulás vádjával börtönözték be, itt látogatta meg bátyja, Johan 1672. augusztus 20-án, hogy elbúcsúzzon száműzetésre ítélt öccsétől, de ekkor egy királypárti milícia betört a börtönbe, és ott helyben meglincselték a de Witt fivéreket.  
A legenda szerint a testvérek agyonlőtt és összekaszabolt holttesteit ezután egy rögtönzött bitófán kibelezték és állítólag fogyasztottak is belőlük, mások szerint viszont nem történt kannibalizmus, a felkoncolt holttestekből csupán „szuvenírként” vettek magukhoz darabokat egyesek. A bizarr esetet Alexandre Dumas is megírta A fekete tulipán című 1851-es regényében.
- Jan de Baen: A de Witt fivérek meglincselése című festménye (Rijksmuseum, Amszterdam)
- Pieter Fris: A De Witt fivérek meggyilkolása című festménye a főbb eseményekkel, hágai Történeti Múzeum